# Phytoseius kallion
Phytoseius kallion är en spindeldjursart som beskrevs av Afzal och Akbar 2005. Phytoseius kallion ingår i släktet Phytoseius och familjen Phytoseiidae. Inga underarter finns listade i Catalogue of Life.